# Ami Bost

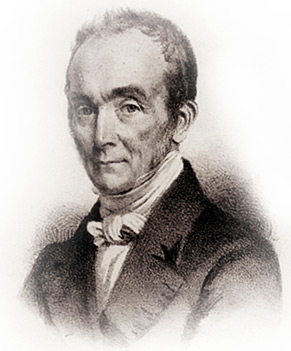
Ami Bost

Paul Ami Isaac David Bost (* 10. Juni 1790 in Genf; † 24. Dezember 1874 in La Force, Périgord) war ein reformierter Erweckungsprediger und eine der zentralen Figuren des Westschweizer Réveil.

## Leben
Nach einem Theologiestudium am Institut der Herrnhuter Brüdergemeine in Neuwied und an der Universität Genf war er Wanderprediger in der Schweiz, Deutschland und Frankreich und wurde 1825 Pfarrer der von ihm mitgegründeten reformierten Genfer Freikirche. 1828 bis 1837 wirkte er als Evangelist in Carouge, wobei er u. a. 1832 die Gläubigentaufe von Samuel Heinrich Fröhlich vollzog, und wurde 1840 wieder in die Staatskirche aufgenommen. 1846 bis 1848 arbeitete er als Gefängnisgeistlicher in Melun bei Paris.
1814 heiratete Bost Jeanne Françoise (genannt Jenny) Pattay und konnte mit ihr im August 1874 noch die Diamantene Hochzeit feiern. Ihr gemeinsamer Sohn John Bost wurde ebenfalls Pfarrer und machte sich einen Namen als Sozialpionier.
Sein Schwager war der Wanderprediger Henri Pyt.